# جوناثان هنت
جوناثان هنت (بالإنجليزية: Jonathan Hunt)‏ (2 نوفمبر 1971 في المملكة المتحدة - ) هو لاعب كرة قدم بريطاني في مركز الوسط. لعب مع إيبسويتش تاون وبرمنغهام سيتي وديربي كاونتي وشيفيلد يونايتد وكامبريدج يونايتد ونادي بارنت ونادي بيتربورو يونايتد ونادي ساوثيند يونايتد ونادي وكينغ ونادي ويمبلدون وسانت ألبانز سيتي وهورنتشورتش وإنفيلد تاون وHarrow Borough F.C. ‏.

## وصلات خارجية
- جوناثان هنت على موقع قاعدة بيانات كرة القدم.إي يو (الإنجليزية)
- جوناثان هنت على موقع Soccerbase.com (لاعب) (الإنجليزية)
- جوناثان هنت على موقع عالم كرة القدم.نت (الإنجليزية)